# Extension de jeu vidéo
Pour les articles homonymes, voir Extension et add-on.
Une extension de jeu vidéo, ou un DLC (contenu additionnel téléchargeable), est un supplément d'un jeu vidéo, ce dernier peut indifféremment apporter des niveaux, des équipements, des armes, des scénarios ou campagnes supplémentaires.
Bien souvent, l'extension est destinée à relancer l’intérêt d'un jeu, profitant parfois d'un rebondissement du scénario original. Il est impossible de jouer à une extension sans le jeu original sauf dans le cas, plus rare, d'une extension en standalone.
En règle générale, une extension apporte peu de modifications sur le plan de l'ergonomie (gameplay) ou sur celui de la qualité visuelle. Et, la plupart du temps, elle se caractérise par une durée de vie sensiblement inférieure au jeu d'origine.
Il ne faut pas confondre un addiciel et un mod. Contrairement aux mods, généralement gratuits et téléchargeables sur Internet uniquement (car réalisés par des amateurs du jeu), les extensions sont développées par les créateurs du jeu original. Payantes pour la plupart, elles restent dans la continuité du scénario initial mais le DLC peut aussi être un simple ajout de contenu telle que dans Mario Kart 8 Deluxe .
On peut quelquefois parler de « suite » comme pour Warcraft III et son extension Warcraft III: The Frozen Throne, de StarCraft et de son extension StarCraft : Brood War, ou bien encore pour Doom 3 et sa suite directe Doom 3: Resurrection of Evil.
Parfois, certaines extensions racontent une histoire parallèle au jeu original, comme The Lost and Damned, qui raconte une histoire se déroulant pendant le jeu original, Grand Theft Auto IV, et qui aura influencé ce dernier même. Cette extension a par ailleurs été publiée en stand-alone.

## Quelques exemples
- La série Les Sims possède un grand nombre d'extensions : 7 pour le premier épisode, 8 pour le second (et 9 kits d'extension qui sont des extensions d'objets à thème seulement).
- La simulation des parcs à thèmes sous Roller Coaster Tycoon est également déclinée avec des extensions disponibles pour les trois volets de la série. Un exemple, Roller Coaster Tycoon 3 compte deux extensions : Délires Aquatiques ! et Distractions Sauvages !.
- Les deux premiers opus de Tomb Raider ont eu droit à des extensions sous forme de niveaux supplémentaires à télécharger gratuitement ou en achetant les versions gold proposées en série économique et qui comprenaient les jeux originaux ainsi que les nouveaux niveaux. Le 3e épisode a également eu droit à des niveaux additionnels mais disponibles uniquement via l'achat de la version gold et non plus en téléchargement gratuit.
- Un addiciel peut aussi être un composant complémentaire, utilisant les scripts internes à un jeu pour exploiter des fonctionnalités ou améliorer l'interface visuelle de celui-ci. C'est le cas des nombreux addiciels de World of Warcraft qui recueillent des informations dans le jeu et parfois dans une base de données externe et proposent une interface en jeu permettant de visualiser ces informations.
- La communauté de la série Flight Simulator crée de nombreuses extensions qui permettent d'améliorer le simulateur ou d'ajouter divers appareils et paysages.
- Les jeux Call of Duty (particulièrement ceux capables de fonctionner en ligne) dans le domaine des FPS[1].
- La série Age of Empires qui possède une extension pour le premier opus, six pour le deuxième, trois pour le troisième opus et deux pour Age of Mythology.